# Темир (озеро)
Темир (каз. Темір) — озеро в Фёдоровском районе Костанайской области Казахстана. Находится в 10 км к югу от посёлка Костычевка.
По данным топографической съёмки, площадь поверхности озера составляет 1,25 км². Наибольшая длина озера — 1,5 км, наибольшая ширина — 1,2 км. Длина береговой линии составляет 4,3 км, развитие береговой линии — 1,07. Озеро расположено на высоте 202,6 м над уровнем моря.